# Hypertrophie musculaire en rapport avec un trouble de la myostatine
L'hypertrophie musculaire en rapport avec un trouble de la myostatine est un trouble musculaire par mutation du gène GDF8 localisé sur le chromosome 2.
Cette mutation se manifeste par une augmentation de la taille musculaire mais ne s'accompagnant pas toujours d'une augmentation de la force musculaire. Le tissu graisseux en rapport avec le muscle atteint est souvent de faible épaisseur.
Les porteurs homozygotes ou hétèrozygotes présentent les mêmes signes cliniques qui ne dépendent que de la quantitè de myostatine présente. Les homozygotes ont des muscles deux fois plus volumineux que la normale. Il n'existe pas d'atteinte cardiaque et pas de retentissement intellectuel de cette mutation. Des myoclonies peuvent apparaître après stimulation.

### Sources
- (en) Online Mendelian Inheritance in Man, OMIM (TM). Johns Hopkins University, Baltimore, MD. MIM Number:601 788
- (en) Kathryn R Wagner, Nicole Johnson, Myostatin-Related Muscle Hypertrophy In : GeneReviews at GeneTests: Medical Genetics Information Resource (database online). Copyright, University of Washington, Seattle. 1997-2005. .
- Varvara Akulova